# Entomophthora coleopterorum
Entomophthora coleopterorum är en svampart som beskrevs av Petch 1932. Entomophthora coleopterorum ingår i släktet Entomophthora och familjen Entomophthoraceae.   Inga underarter finns listade i Catalogue of Life.